# Piotr Szymura
Piotr Szymura (ur. 21 października 1984) – polski futsalista, zawodnik z pola, reprezentant Polski, obecnie jest kapitanem występującego w ekstraklasie Rekordu Bielsko-Biała.
Przez całą karierę jest związany z Rekordem Bielsko-Biała, którego jest kapitanem. W sezonie 2012/2013 zdobył Puchar Polski. Na początku sezonu 2013/2014 wygrał mecz o Superpuchar, a następnie zdobył Mistrzostwo Polski. Zdobył także dwa brązowe medale za zajęcie trzeciego miejsca w ekstraklasie. Ma na swoim koncie ma także występy w reprezentacji Polski.